# Калабрийский ярус
| система                                                                          | отдел      | ярус               | Ниж. граница, млн лет |
| -------------------------------------------------------------------------------- | ---------- | ------------------ | --------------------- |
| Антропоген                                                                       | Голоцен    | Мегхалайский       | 0,0042                |
| Антропоген                                                                       | Голоцен    | Северогриппианский | 0,0082                |
| Антропоген                                                                       | Голоцен    | Гренландский       | 0,0117                |
| Антропоген                                                                       | Плейстоцен | Верхний            | 0,129                 |
| Антропоген                                                                       | Плейстоцен | Тибанийский        | 0,774                 |
| Антропоген                                                                       | Плейстоцен | Калабрийский       | 1,80                  |
| Антропоген                                                                       | Плейстоцен | Гелазский          | 2,58                  |
| Неоген                                                                           | Плиоцен    | Пьяченцский        | больше                |
| Деление и золотые гвозди в соответствии с IUGS по состоянию на декабрь 2024 года |            |                    |                       |

Калабрийский ярус (слой) (Calabrian) — международное стратиграфическое подразделение нижнего плейстоцена, представленный морскими отложениями, распространенными в Калабрии, на Сицилии и других районах Южной Италии. Калабрийский ярус несогласно залегает на гелазском ярусе.  Рассматривается в качестве морского аналога средней и верхней части виллафранкского яруса.
Начался ≈1,8 млн л. н., закончился — 780000 (±5000) лет назад, продолжался ≈1,019 млн лет.
Конец Калабрия соответствует геомагнитной инверсии Матуяма-Брюнес и границе эоплейстоцена и неоплейстоцена (0,781 млн лет назад).